# El Brete
El Brete es una localidad argentina del Departamento Cruz del Eje, provincia de Córdoba, ubicada en la orilla izquierda del río Cruz del Eje, a 10 km al noroeste de la ciudad de Cruz del Eje, sobre la ruta pavimentada RP175.
El Brete está organizada políticamente como municipio desde el año 2011.
Comprende los parajes El Simbolar y El Tropiezo.
El Brete data de 1872 y fue en sus comienzos una población ganadera, en la que los propietarios rurales construyeron sus corrales y numerosos bretes a lo largo de la ruta, para la carga del ganado vacuno. Precisamente su nombre designa a la pasarela que permite alinear al ganado y hacerlo subir de a uno al camión.
En la actualidad, la actividad económica principal es la olivicultura, existiendo 1.500 hectáreas de olivos en producción.

## Población
Cuenta con 2407 habitantes (Indec, 2022), lo que representa un incremento del 27% frente a los 1749 habitantes (Indec, 2010) del censo anterior.
El censo provincial de población de 2008, que incluye la población rural, registró 2005 pobladores, un 47,9 % más que en el anterior censo provincial de 1996, cuando tenía 1355 moradores.
| Gráfica de evolución demográfica de El Brete entre 1991 y 2022 |
|                                                                |
| Fuente: censos nacionales del INDEC                            |

## Sismicidad
La sismicidad de la región de Córdoba es frecuente y de intensidad baja, y un silencio sísmico de terremotos medios a graves cada 30 años en áreas aleatorias. Sus últimas expresiones se produjeron:
- 22 de septiembre de 1908 (116 años), a las 17.00 UTC-3, con 6,5 Richter, escala de Mercalli VII; ubicación 30°30′0″S 64°30′0″O / -30.50000, -64.50000; profundidad: 100 km; produjo daños en Deán Funes, Cruz del Eje y Soto, provincia de Córdoba, y en el sur de las provincias de Santiago del Estero, La Rioja y Catamarca[3]

- 16 de enero de 1947 (78 años), a las 2.37 UTC-3, con una magnitud aproximadamente de 5,5 en la escala de Richter (terremoto de Córdoba de 1947)[2]

- 28 de marzo de 1955 (70 años), a las 6.20 UTC-3 con 6,9 Richter: además de la gravedad física del fenómeno se unió el desconocimiento absoluto de la población a estos eventos recurrentes (terremoto de Villa Giardino de 1955)

- 7 de septiembre de 2004 (20 años), a las 8.53 UTC-3 con 4,1 Richter

- 25 de diciembre de 2009 (15 años), a las 21.42 UTC-3 con 4,0 Richter